# Queen on Fire – Live at the Bowl
Queen on Fire – Live at the Bowl je čtvrté živé a dvacáté čtvrté album celkové slavné britské rockové skupiny Queen, které bylo vydané v roce 2004. Obsahuje záznam koncertu skupiny Queen z roku 1982 nesoucí název „Live at Bowl“
Album je dvoudiskové a dále obsahuje DVD s bonusy.

## Seznam skladeb
- První disk:

1. Flash (Brian May)
2. The Hero (Brian May)
3. We Will Rock You (Fast) (Brian May)
4. Action This Day (Roger Taylor)
5. Play The Game (Freddie Mercury)
6. Staying Power (Freddie Mercury)
7. Somebody To Love (Freddie Mercury)
8. Now I'm Here (Brian May)
9. Dragon Attack (Brian May)
10. Now I'm Here (Reprise) (Brian May)
11. Love Of My Life (Freddie Mercury)
12. Save Me (Brian May)
13. Back Chat (John Deacon)

- Druhý disk:

1. Get Down, Make Love (Freddie Mercury)
2. Guitar Solo (Brian May)
3. Under Pressure (Queen/David Bowie)
4. Fat Bottomed Girls (Brian May)
5. Crazy Little Thing Called Love (Freddie Mercury)
6. Bohemian Rhapsody (Freddie Mercury)
7. Tie Your Mother Down (Brian May)
8. Another One Bites The Dust (John Deacon)
9. Sheer Heart Attack (Roger Taylor)
10. We Will Rock You (Brian May)
11. We Are The Champions (Freddie Mercury)
12. God Save The Queen (Trad. arr. Brian May)

## Obsah druhého DVD s bonusy
- Interview v zákulisí na koncertě v Milton Keynes
- Interview s Freddiem Mercurym
- Interview s Brianem Mayem a Rogerem Taylorem
- Skladby z koncertu ve Stadthalle, Vídeň, Rakousko 12. května 1982

1. "Another One Bites The Dust"
2. "We Will Rock You"
3. "We Are The Champions"
4. "God Save The Queen"

- Skladby z koncertu na Seibu Stadium, Tokio, Japonsko 3. listopadu 1982

1. "Flash / The Hero"
2. "Now I'm Here"
3. "Impromptu"
4. "Put Out The Fire"
5. "Dragon Attack"
6. „Now I'm Here“ (Reprise)
7. "Crazy Little Thing Called Love"
8. "Teo Torriatte (Let Us Cling Together)"

- Fotogalerie